# Sageretia
Sageretia es un género de cerca de 37 especies de arbustos y pequeños árboles de la familia Rhamnaceae, endémico del sur y este asiático y noreste africano. Tienen pequeñas hojas verdes de 1.5–4 cm de largo, y tronco correoso con varias tonalidades. Las flores son pequeñas e inconspicuas y el fruto una pequeña y comestible drupa de 1 cm de diámetro.

## Cultivo y usos
Las hojas son a veces usadas como sustitutos del té en China y su fruto es comestible, a pesar de que no es frecuentemente cultivado. 
La especie Sageretia thea, del sureste chino es una especie frecuentemente utilizada en el arte del bonsái. 
La especie Sageretia paucicostata, también del sureste asiático es la especie que mejor tolera el frío y crece ocasionalmente en jardines europeos y norteamericanos a pesar de no ser considerarada generalmente como una planta ornamental muy atractiva. Ha sido largamente utilizada en la limpieza de cortes y heridas menores, ayudando a evitar la infección de la misma.

## Taxonomía
Sageretia fue descrito por Adolphe Theodore Brongniart y publicado en Memoire sur la Famille des Rhamnees 52–53, pl. 2, f. 2, en 1826.

#### Etimología
Sageretia: nombre genérico otorgado en honor del botánico francés Augustin Sageret (1763 – 1851), siendo el pionero de la hibridación vegetal.

## Especies
- Sageretia brandrethiana Aitch., 1865
- Sageretia camellifolia Y.L.Chen y P.K.Chou, 1979
- Sageretia coimbatorensis Bhandari y Bhansali, 1984
- Sageretia cordifolia Tardieu, 1946
- Sageretia cordiformis (Y.L.Chen y P.K.Chou) Yi Yang, H.Sun y H.Peng, 2021
- Sageretia devendrae Pusalkar, 2010
- Sageretia elegans (Kunth) Brongn., 1826
- Sageretia ellipsoidea Yi Yang, H.Sun y H.Peng, 2021
- Sageretia filiformis (Roth) G.Don, 1832
- Sageretia gongshanensis G.S.Fan y L.L.Deng, 1997
- Sageretia gracilis J.R.Drumm. y Sprague, 1908
- Sageretia hamosa (Wall.) Brongn., 1826
- Sageretia henryi J.R.Drumm. y Sprague, 1908
- Sageretia horrida Pax y K.Hoffm., 1922
- Sageretia kashmirensis Bhandari y Bhansali, 1984
- Sageretia kishtwarensis Bhandari y Bhansali, 1984
- Sageretia latiflora Hand.-Mazz., 1933
- Sageretia laxiflora Hand.-Mazz., 1933
- Sageretia leprosa (Blume) G.Don, 1832
- Sageretia lijiangensis G.S.Fan y S.K.Chen, 1997
- Sageretia liuzhouensis Yi Yang y H.Sun, 2017
- Sageretia lucida Merr., 1931
- Sageretia melliana Hand.-Mazz., 1934
- Sageretia mexicana G.L.Nesom, 1994
- Sageretia minutiflora (Michx.) Trel., 1889
- Sageretia omeiensis C.K.Schneid., 1914
- Sageretia paucicostata Maxim., 1889
- Sageretia pedicellata C.Z.Gao, 1983
- Sageretia pycnophylla C.K.Schneid., 1914
- Sageretia randaiensis Hayata, 1915
- Sageretia rugosa Hance, 1878
- Sageretia santapaui Pusalkar y D.K.Singh, 2010
- Sageretia subcaudata C.K.Schneid., 1914
- Sageretia thea (Osbeck) M.C.Johnst., 1968 - té de los pobres[4]
- Sageretia wallichii Bhandari y Bhansali, 1984
- Sageretia wrightii S.Watson, 1885
- Sageretia yilinii G.S.Fan y S.K.Chen, 1997[1]